# Regiões metropolitanas do Brasil

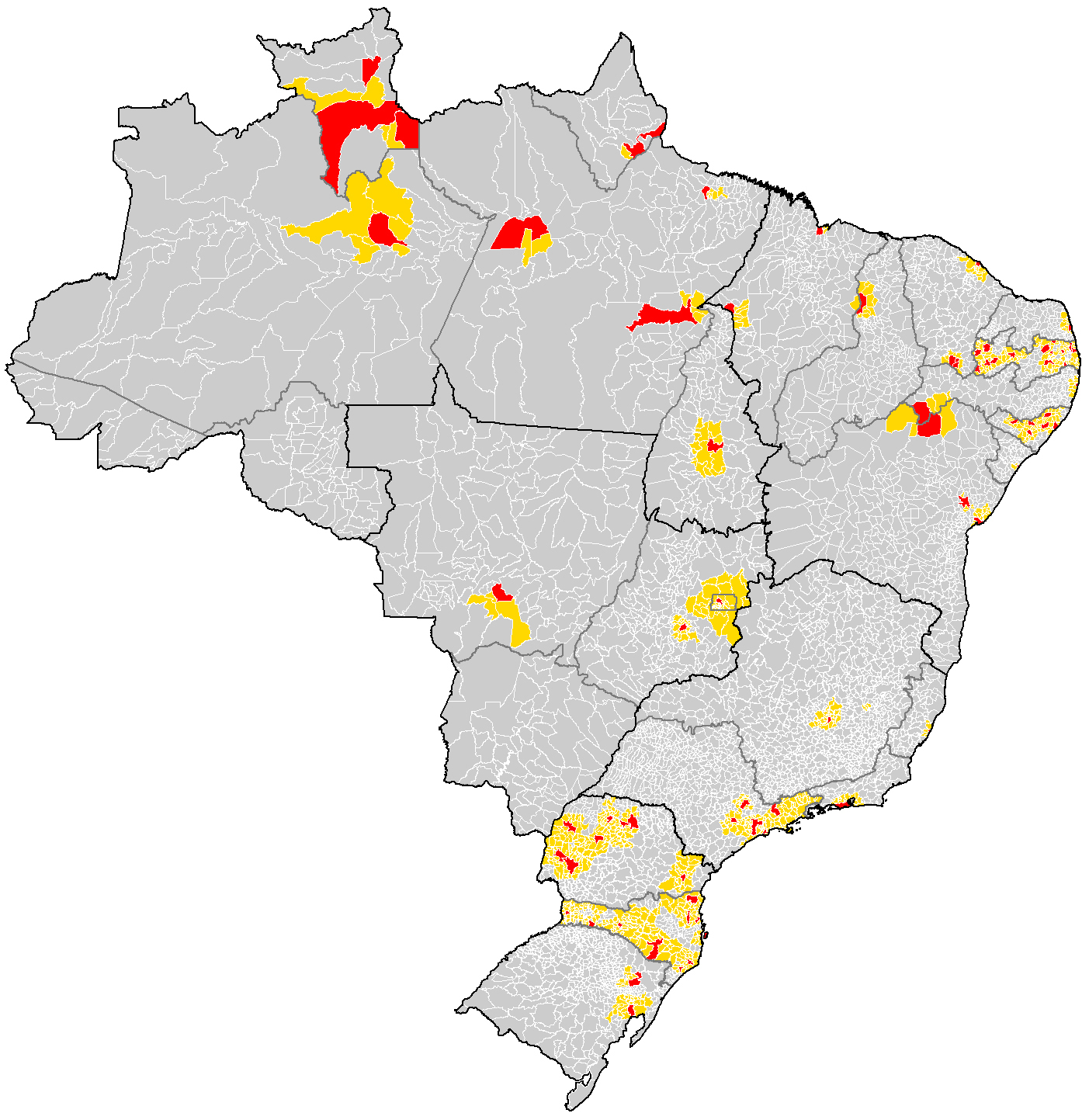
Mapa do Brasil com as divisões municipais e as regiões metropolitanas em destaque (em vermelho o núcleo da RM e em amarelo os outros membros da RM). Situação em 2015.

As regiões metropolitanas do Brasil são um conjunto de municípios limítrofes, organizados numa só área para integrar a organização, o planejamento e a execução de funções públicas de interesse comum. Atualmente, há 83 regiões metropolitanas no país, distribuídas por todas as grandes regiões do país. Elas são obrigatoriamente definidas por leis federais ou estaduais. 
A criação de uma região metropolitana não se presta a uma finalidade meramente estatística; o principal objetivo é a viabilização de sistemas de gestão de funções públicas de interesse comum dos municípios abrangidos. Além disso, não possuem personalidade jurídica própria, nem os cidadãos elegem representantes para a gestão metropolitana.
Segundo dados do IBGE, as cidades-sede das "15 redes metropolitanas de primeiro nível" são as seguintes: São Paulo (Grande metrópole nacional), Rio de Janeiro, Brasília (Metrópoles nacionais), Belém, Belo Horizonte, Campinas, Curitiba, Florianópolis, Fortaleza, Goiânia, Manaus, Porto Alegre, Recife, Salvador e Vitória
As regiões metropolitanas de primeiro nível da década de 2010 são praticamente as mesmas da década de 1970, excetuando-se as do Distrito Federal e Entorno (RIDE) e a de Manaus — que exercem influência sobre uma das maiores área percentuais: 19% da área do país, e de menor densidade: 2,2 hab./km², correspondendo a 1,9% da população do País e 1,7% do PIB nacional, no entanto, além destas concentrarem a maior parte da população e do PIB de suas redes urbanas (respectivamente 47,3% e 75,5%), mostrando uma grande disparidade no PIB per capita das cidades-polos em relação ao conjunto dos municípios das redes metropolitanas.
Em 2020, o IBGE incluiu oficialmente 3 cidades na lista de metrópoles brasileiras, sendo elas: Florianópolis, capital do estado de Santa Catarina, Vitória, capital do estado do Espírito Santo, e Campinas, a única metrópole a não ser uma capital estadual ou federal, tornando o estado de São Paulo na única unidade federativa brasileira com mais de uma metrópole

## Critérios e conceitos
Cada estado define seus critérios específicos não só para a instituição, como também para a gestão metropolitana, com a finalidade de integrar a organização, planejamento e execução de funções públicas de interesse comum dos municípios, que podem ser enfrentadas a partir de uma perspectiva regional.
A Constituição do estado de Minas Gerais, por exemplo, define uma região metropolitana como "o conjunto de municípios limítrofes que apresentam a ocorrência ou a tendência de continuidade do tecido urbano e de complementaridade de funções urbanas, que tenha como núcleo a capital do estado ou metrópole regional e que exija planejamento integrado e gestão conjunta permanente por parte dos entes públicos nela atuantes". A mesma legislação estabelece regras para a administração da Região Metropolitana de Belo Horizonte, com a participação do governo estadual, das prefeituras e da sociedade civil.

## Regiões metropolitanas

### Região Centro-Oeste
| Estado      | RM                          | Cidade-sede                                           | Lei                                |
| ----------- | --------------------------- | ----------------------------------------------------- | ---------------------------------- |
| Goiás       | Goiânia                     | Goiânia                                               | Lei Complementar Estadual 27/1999  |
| Goiás       | Entorno do Distrito Federal | Não definida. A maior cidade é Águas Lindas de Goiás. | Lei Complementar Estadual 181/2023 |
| Mato Grosso | Vale do Rio Cuiabá          | Cuiabá                                                | Lei Complementar Estadual 359/2009 |

### Região Norte
| Estado    | RM             | Cidade-sede | Lei                                |
| --------- | -------------- | ----------- | ---------------------------------- |
| Amapá     | Macapá         | Macapá      | Lei Complementar Estadual 21/2003  |
| Amazonas  | Manaus         | Manaus      | Lei Complementar Estadual 52/2007  |
| Pará      | Belém          | Belém       | Lei Complementar Federal 14/1973   |
| Pará      | Santarém       | Santarém    | Lei Complementar Estadual 79/2012  |
| Rondônia  | Porto Velho    | Porto Velho | Lei Ordinária 3.654/2015           |
| Roraima   | Boa Vista      | Boa Vista   | Lei Complementar Estadual 130/2007 |
| Roraima   | Central        | Caracaraí   | Lei Complementar Estadual 130/2007 |
| Roraima   | Sul de Roraima | Caroebe     | Lei Complementar Estadual 130/2007 |
| Tocantins | Palmas         | Palmas      | Lei Complementar Estadual 90/2013  |
| Tocantins | Gurupi         | Gurupi      | Lei Complementar Estadual 93/2014  |

### Região Sudeste
| Estado         | RM                              | Cidade-sede                              | Lei                                  |
| -------------- | ------------------------------- | ---------------------------------------- | ------------------------------------ |
| Espírito Santo | Grande Vitória                  | Vitória                                  | Lei Complementar Estadual 58/1995    |
| Minas Gerais   | Belo Horizonte                  | Belo Horizonte                           | Lei Complementar Federal 14/1973     |
| Minas Gerais   | Vale do Aço                     | Não definida. A maior cidade é Ipatinga. | Lei Complementar Estadual 51/1998    |
| Rio de Janeiro | Rio de Janeiro                  | Rio de Janeiro                           | Lei Complementar Federal 20/1974     |
| São Paulo      | Baixada Santista                | Santos                                   | Lei Complementar Estadual 815/1996   |
| São Paulo      | Campinas                        | Campinas                                 | Lei Complementar Estadual 870/2000   |
| São Paulo      | Jundiaí                         | Jundiaí                                  | Lei Complementar Estadual 1.362/2021 |
| São Paulo      | Piracicaba                      | Piracicaba                               | Lei Complementar Estadual 1.360/2021 |
| São Paulo      | Ribeirão Preto                  | Ribeirão Preto                           | Lei Complementar Estadual 1.290/2016 |
| São Paulo      | São José do Rio Preto           | São José do Rio Preto                    | Lei Complementar Estadual 1.359/2021 |
| São Paulo      | São Paulo                       | São Paulo                                | Lei Complementar Federal 14/1973     |
| São Paulo      | Sorocaba                        | Sorocaba                                 | Lei Complementar Estadual 1.241/2014 |
| São Paulo      | Vale do Paraíba e Litoral Norte | São José dos Campos                      | Lei Complementar Estadual 1.166/2012 |

### Região Nordeste
| Estado              | RM                          | Cidade-sede                          | Lei                                |
| ------------------- | --------------------------- | ------------------------------------ | ---------------------------------- |
| Alagoas             | Agreste                     | Arapiraca                            | Lei Complementar Estadual 27/2009  |
| Alagoas             | Caetés                      | São Miguel dos Campos                | Lei Complementar Estadual 35/2012  |
| Alagoas             | Maceió                      | Maceió                               | Lei Complementar Estadual 18/1998  |
| Alagoas             | Médio Sertão                | Santana do Ipanema                   | Lei Complementar Estadual 39/2013  |
| Alagoas             | Palmeira dos Índios         | Palmeira dos Índios                  | Lei Complementar Estadual 32/2012  |
| Alagoas             | São Francisco               | Penedo                               | Lei Complementar Estadual 33/2012  |
| Alagoas             | Sertão                      | Delmiro Gouveia                      | Lei Complementar Estadual 36/2012  |
| Alagoas             | Vale do Paraíba             | Viçosa                               | Lei Complementar Estadual 30/2011  |
| Alagoas             | Zona da Mata                | União dos Palmares                   | Lei Complementar Estadual 31/2011  |
| Bahia               | Feira de Santana            | Feira de Santana                     | Lei Complementar Estadual 35/2011  |
| Bahia               | Salvador                    | Salvador                             | Lei Complementar Federal 14/1973   |
| Ceará               | Cariri                      | Juazeiro do Norte                    | Lei Complementar Estadual 78/2009  |
| Ceará               | Fortaleza                   | Fortaleza                            | Lei Complementar Federal 14/1973   |
| Ceará               | Sobral                      | Sobral                               | Lei Complementar Estadual 168/2016 |
| Maranhão            | Grande São Luís             | São Luís                             | Constituição Estadual de 1989      |
| Maranhão            | Grande Pedreiras            | Pedreiras                            | Lei Complementar Estadual 26/1995  |
| Maranhão            | Sudoeste Maranhense         | Imperatriz                           | Lei Complementar Estadual 89/2005  |
| Maranhão            | Leste do Estado do Maranhão | Não definida. A maior cidade é Timon | Lei Complementar Estadual 180/2016 |
| Paraíba             | Araruna                     | Araruna                              | Lei Complementar Estadual 119/2013 |
| Paraíba             | Barra de Santa Rosa         | Barra de Santa Rosa                  | Lei Complementar Estadual 110/2012 |
| Paraíba             | Cajazeiras                  | Cajazeiras                           | Lei Complementar Estadual 107/2012 |
| Paraíba             | Campina Grande              | Campina Grande                       | Lei Complementar Estadual 92/2009  |
| Paraíba             | Esperança                   | Esperança                            | Lei Complementar Estadual 106/2012 |
| Paraíba             | Guarabira                   | Guarabira                            | Lei Complementar Estadual 101/2011 |
| Paraíba             | Itabaiana                   | Itabaiana                            | Lei Complementar Estadual 118/2013 |
| Paraíba             | João Pessoa                 | João Pessoa                          | Lei Complementar Estadual 59/2003  |
| Paraíba             | Patos                       | Patos                                | Lei Complementar Estadual 103/2011 |
| Paraíba             | Sousa                       | Sousa                                | Lei Complementar Estadual 117/2013 |
| Paraíba             | Vale do Mamanguape          | Mamanguape                           | Lei Complementar Estadual 116/2013 |
| Paraíba             | Vale do Piancó              | Piancó                               | Lei Complementar Estadual 109/2012 |
| Pernambuco          | Recife                      | Recife                               | Lei Complementar Federal 14/1973   |
| Rio Grande do Norte | Natal                       | Natal                                | Lei Complementar Estadual 152/1997 |
| Piauí               | Parnaíba                    | Parnaíba                             | Lei Complementar Estadual 264/2022 |
| Sergipe             | Aracaju                     | Aracaju                              | Lei Complementar Estadual 25/1995  |

### Região Sul
| Estado            | RM                         | Cidade-sede                                   | Lei                                   |
| ----------------- | -------------------------- | --------------------------------------------- | ------------------------------------- |
| Paraná            | Apucarana                  | Apucarana                                     | Lei Complementar Estadual 187/2015    |
| Paraná            | Campo Mourão               | Campo Mourão                                  | Lei Complementar Estadual 185/2015    |
| Paraná            | Cascavel                   | Cascavel                                      | Lei Complementar Estadual 186/2015    |
| Paraná            | Curitiba                   | Curitiba                                      | Lei Complementar Federal 14/1973      |
| Paraná            | Londrina                   | Londrina                                      | Lei Complementar Estadual 81/1998     |
| Paraná            | Maringá                    | Maringá                                       | Lei Complementar Estadual 83/1998     |
| Paraná            | Toledo                     | Toledo                                        | Lei Complementar Estadual 184/2015    |
| Paraná            | Umuarama                   | Umuarama                                      | Lei Complementar Estadual 149/2012    |
| Santa Catarina    | Alto Vale do Itajaí        | Rio do Sul                                    | Lei Complementar Estadual 523/2010    |
| Santa Catarina    | Carbonífera                | Criciúma                                      | Lei Complementar Estadual 221/2002    |
| Santa Catarina    | Chapecó                    | Chapecó                                       | Lei Complementar Estadual 377/2007    |
| Santa Catarina    | Contestado                 | Joaçaba                                       | Lei Complementar Estadual 571/2012    |
| Santa Catarina    | Extremo Oeste              | São Miguel do Oeste                           | Lei Complementar Estadual 571/2012    |
| Santa Catarina    | Florianópolis              | Florianópolis                                 | Lei Complementar Estadual 162/1998    |
| Santa Catarina    | Foz do Rio Itajaí          | Itajaí                                        | Lei Complementar Estadual 221/2002    |
| Santa Catarina    | Jaraguá do Sul             | Não definida. A maior cidade é Jaraguá do Sul | Lei Complementar Estadual 788/2021    |
| Santa Catarina    | Joinville                  | Não definida. A maior cidade é Joinville      | Lei Complementar Estadual 788/2021    |
| Santa Catarina    | Lages                      | Lages                                         | Lei Complementar Estadual 495/2010    |
| Santa Catarina    | Norte-Nordeste Catarinense | Joinville                                     | Lei Complementar Estadual 162/1998    |
| Santa Catarina    | Planalto Norte             | Não definida. A maior cidade é Canoinhas      | Lei Complementar Estadual 788/2021    |
| Santa Catarina    | Tubarão                    | Tubarão                                       | Lei Complementar Estadual 221/2002    |
| Santa Catarina    | Vale do Itajaí             | Blumenau                                      | Lei Complementar Estadual 162/1998    |
| Rio Grande do Sul | Porto Alegre               | Porto Alegre                                  | Lei Complementar Federal 14/1973      |
| Rio Grande do Sul | Serra Gaúcha               | Caxias do Sul                                 | Lei Complementar Estadual 14.293/2013 |

### Por número de municípios
A Região Metropolitana do Contestado é a que tem mais municípios (45), seguida de São Paulo, Vale do Paraíba/Litoral Norte, ambas no estado de São Paulo e com 39 municípios cada. As regiões metropolitanas de Porto Velho, Central de Roraima e Norte-Nordeste Catarinense são as que contém menos municípios (dois).
| Posição | Nº municípios | Região metropolitana                | Estado              | Cidade-sede           |
| ------- | ------------- | ----------------------------------- | ------------------- | --------------------- |
| 1       | 45            | RM Contestado                       | Santa Catarina      | Joaçaba               |
| 2       | 39            | RM São Paulo                        | São Paulo           | São Paulo             |
| 2       | 39            | RM Vale do Paraíba e Litoral Norte  | São Paulo           | São José dos Campos   |
| 4       | 37            | São José do Rio Preto               | São Paulo           | São José do Rio Preto |
| 5       | 34            | RM Belo Horizonte                   | Minas Gerais        | Belo Horizonte        |
| 5       | 34            | RM Porto Alegre                     | Rio Grande do Sul   | Porto Alegre          |
| 5       | 34            | RM Ribeirão Preto                   | São Paulo           | Ribeirão Preto        |
| 8       | 29            | RM Curitiba                         | Paraná              | Curitiba              |
| 9       | 28            | RM Alto Vale do Itajaí              | Santa Catarina      | Rio do Sul            |
| 10      | 27            | RM Sorocaba                         | São Paulo           | Sorocaba              |
| 11      | 26            | RM Maringá                          | Paraná              | Maringá               |
| 12      | 25            | RM Londrina                         | Paraná              | Londrina              |
| 13      | 24            | RM Patos                            | Paraíba             | Patos                 |
| 13      | 24            | RM Campo Mourão                     | Paraná              | Campo Mourão          |
| 13      | 24            | RM Umuarama                         | Paraná              | Umuarama              |
| 13      | 24            | RM Piracicaba                       | São Paulo           | Piracicaba            |
| 17      | 23            | RM Apucarana                        | Paraná              | Apucarana             |
| 17      | 23            | RM Cascavel                         | Paraná              | Cascavel              |
| 17      | 23            | RM Lages                            | Santa Catarina      | Lages                 |
| 20      | 22            | RM Rio de Janeiro                   | Rio de Janeiro      | Rio de Janeiro        |
| 21      | 21            | RM Extremo Oeste                    | Santa Catarina      | São Miguel do Oeste   |
| 22      | 20            | RM Campinas                         | São Paulo           | Campinas              |
| 22      | 20            | RM Goiânia                          | Goiás               | Goiânia               |
| 22      | 20            | RM Guarabira                        | Paraíba             | Guarabira             |
| 25      | 19            | RM Campina Grande                   | Paraíba             | Campina Grande        |
| 25      | 19            | RM Fortaleza                        | Ceará               | Fortaleza             |
| 27      | 18            | RM Gurupi                           | Tocantins           | Gurupi                |
| 27      | 18            | RM Sobral                           | Ceará               | Sobral                |
| 27      | 18            | RM Toledo                           | Paraná              | Toledo                |
| 30      | 17            | RM Vale do Piancó                   | Paraíba             | Piancó                |
| 31      | 16            | RM Chapecó                          | Santa Catarina      | Chapecó               |
| 31      | 16            | RM Palmas                           | Tocantins           | Palmas                |
| 33      | 15            | RM Agreste                          | Alagoas             | Arapiraca             |
| 33      | 15            | RM Cajazeiras                       | Paraíba             | Cajazeiras            |
| 33      | 15            | RM Zona da Mata                     | Alagoas             | União dos Palmares    |
| 36      | 14            | RM Maceió                           | Alagoas             | Maceió                |
| 36      | 14            | RM Natal                            | Rio Grande do Norte | Natal                 |
| 36      | 14            | RM Recife                           | Pernambuco          | Recife                |
| 39      | 13            | RM Manaus                           | Amazonas            | Manaus                |
| 39      | 13            | RM Salvador                         | Bahia               | Salvador              |
| 39      | 13            | RM Grande São Luís                  | Maranhão            | São Luís              |
| 39      | 13            | RM Serra Gaúcha                     | Rio Grande do Sul   | Caxias do Sul         |
| 39      | 13            | RM Vale do Paraíba                  | Alagoas             | Atalaia               |
| 44      | 12            | RM Itabaiana                        | Paraíba             | Itabaiana             |
| 44      | 12            | RM João Pessoa                      | Paraíba             | João Pessoa           |
| 46      | 11            | RM Entorno do Distrito Federal      | Goiás               | Águas Lindas de Goiás |
| 47      | 9             | RM Baixada Santista                 | São Paulo           | Santos                |
| 47      | 9             | RM Esperança                        | Paraíba             | Esperança             |
| 47      | 9             | RM Florianópolis                    | Santa Catarina      | Florianópolis         |
| 47      | 9             | RM Foz do Rio Itajaí                | Santa Catarina      | Itajaí                |
| 47      | 9             | RM Cariri                           | Ceará               | Juazeiro do Norte     |
| 47      | 9             | RM Médio Sertão                     | Alagoas             | Santana do Ipanema    |
| 47      | 9             | RM Sousa                            | Paraíba             | Sousa                 |
| 47      | 9             | RM Vale do Mamanguape               | Paraíba             | Mamanguape            |
| 55      | 8             | RM Barra de Santa Rosa              | Paraíba             | Barra de Santa Rosa   |
| 55      | 8             | RM Belém                            | Pará                | Belém                 |
| 55      | 8             | RM Sudoeste Maranhense              | Maranhão            | Imperatriz            |
| 55      | 8             | RM Grande Pedreiras                 | Maranhão            | Pedreiras             |
| 59      | 7             | RM Jundiaí                          | São Paulo           | Jundiaí               |
| 59      | 7             | RM Carbonífera                      | Santa Catarina      | Criciúma              |
| 59      | 7             | RM Palmeira dos Índios              | Alagoas             | Palmeira dos Índios   |
| 59      | 7             | RM Sertão                           | Alagoas             | Delmiro Gouveia       |
| 59      | 7             | RM Grande Vitória                   | Espírito Santo      | Vitória               |
| 59      | 7             | RM Zona Leste do Estado do Maranhão | Maranhão            | Timon                 |
| 65      | 6             | RM Araruna                          | Paraíba             | Araruna               |
| 65      | 6             | RM Feira de Santana                 | Bahia               | Feira de Santana      |
| 67      | 5             | RM Boa Vista                        | Roraima             | Boa Vista             |
| 67      | 5             | RM Caetés                           | Alagoas             | São Miguel dos Campos |
| 67      | 5             | RM São Francisco                    | Alagoas             | Penedo                |
| 67      | 5             | RM Vale do Itajaí                   | Santa Catarina      | Blumenau              |
| 71      | 4             | RM Aracaju                          | Sergipe             | Aracaju               |
| 71      | 4             | RM Sul de Roraima                   | Roraima             | Caroebe               |
| 71      | 4             | RM Vale do Aço                      | Minas Gerais        | Ipatinga              |
| 71      | 4             | RM Vale do Rio Cuiabá               | Mato Grosso         | Cuiabá                |
| 75      | 3             | RM Macapá                           | Amapá               | Macapá                |
| 75      | 3             | RM Santarém                         | Pará                | Santarém              |
| 75      | 3             | RM Tubarão                          | Santa Catarina      | Tubarão               |
| 78      | 2             | RM Central de Roraima               | Roraima             | Caracaraí             |
| 78      | 2             | RM Jaraguá do Sul                   | Santa Catarina      | Jaraguá do Sul        |
| 78      | 2             | RM Joinville                        | Santa Catarina      | Joinville             |
| 78      | 2             | RM Norte-Nordeste Catarinense       | Santa Catarina      | Joinville             |
| 78      | 2             | RM Planalto Norte                   | Santa Catarina      | Canoinhas             |
| 78      | 2             | RM Porto Velho                      | Rondônia            | Porto Velho           |

## Regiões integradas de desenvolvimento econômico
Além dessas regiões metropolitanas, existem as regiões integradas de desenvolvimento econômico (RIDE), que se constituem como regiões metropolitanas em que há conurbação entre cidades de dois ou mais estados, são exemplos:

### RegiãoSudeste/Centro-Oeste
| Estados                                 | RIDE                       | Cidade-sede | Lei                              |
| Distrito Federal / Goiás / Minas Gerais | Distrito Federal e Entorno | Brasília    | Lei Complementar Federal 94/1988 |

### Região Nordeste
| Estado             | RIDE                      | Cidade-sede          | Lei                               |
| Pernambuco / Bahia | Polo Petrolina e Juazeiro | Petrolina e Juazeiro | Lei Complementar Federal 113/2001 |
| Piauí / Maranhão   | Grande Teresina           | Teresina             | Lei Complementar Federal 112/2001 |

## Aglomerações urbanas
Uma aglomeração urbana é o espaço urbano contínuo, resultante de um processo de conurbação ainda incipiente. Trata-se de um espaço urbano de nível sub-metropolitano ou, em termos simplificados, de uma região metropolitana de menor porte, em que as áreas urbanas de duas ou mais cidades são fracamente conurbadas.
São três as aglomerações já estabelecidas por lei:

### Região Sudeste
| Estado    | AU     | Cidade-sede                          | Lei |
| São Paulo |        |                                      |     |
| Franca    | Franca | Lei Complementar Estadual 1.323/2018 |     |

### Região Sul
| Estado            | AU            | Cidade-sede | Lei                                   |
| Rio Grande do Sul | Litoral Norte | Osório      | Lei Complementar Estadual 12.100/2004 |
| Rio Grande do Sul | Sul           | Pelotas     | Lei Complementar Estadual 9.184/1990  |

## Microrregiões
Microrregião é, de acordo com a Constituição brasileira de 1988, um agrupamento de municípios limítrofes. Sua finalidade é integrar a organização, o planejamento e a execução de funções públicas de interesse comum, definidas por lei complementar estadual.
Não tem a função de uma região metropolitana, no entanto para fim estatístico agrupa vários municípios com características socioeconômicas similares.

## Conurbações não oficiais

### Aglomerados urbanos não metropolitanos
Um aglomerado urbano não metropolitano é o espaço urbano semicontínuo (às vezes sem nenhuma continuidade), resultante de um virtual processo de conurbação. Não pode ser classificado como um espaço urbano metropolitano, mas já apresenta um nível de interligação de transportes e serviços muito grandes.

### Aglomerados urbanos fronteiriços
Assim como os aglomerados urbanos não metropolitanos, um aglomerado urbano fronteiriço é o espaço urbano resultante de um virtual processo de conurbação fronteiriço entre dois ou mais países. Este fenômeno é observado nas seguintes cidades (e seus entornos) de fronteira: Tabatinga–Letícia (AM); Ponta Porã–Pedro Juan Caballero e Zona de Fronteira Corumbá-Puerto Suárez (MS); Marco das Três Fronteiras (PR) e a Fronteira da Paz e Uruguaiana–Paso de los Libres (RS).